# Bilchivtsi
Bilchivtsi (ukrainien : Більшівці, polonais : Bołszowce) est une commune urbaine de l'oblast d'Ivano-Frankivsk, en Ukraine. Elle compte 1 888 habitants en 2021.